# Афанасьєв Денис Володимирович
Денис Володимирович Афанасьєв (рос. Денис Владимирович Афанасьев; 28 серпня 1979, м. Тольятті, СРСР) — російський хокеїст, центральний нападник.  
Вихованець хокейної школи «Лада» (Тольятті). Виступав за «Лада» (Тольятті), «Іжсталь» (Іжевськ), «Нафтовик» (Леніногорськ), ЦСК ВВС (Самара), «Кристал» (Саратов), «Аріада-Акпарс» (Волжськ), «Сокіл» (Новочебоксарськ), «Зауралля» (Курган).
У складі юніорської збірної Росії учасник чемпіонату Європи 1997.